# 古雷阿堡
古雷阿堡是西班牙阿拉贡自治区韦斯卡省的一个市镇。总面积71平方公里，总人口315人（2001年），人口密度4人/平方公里。